# Segundo Triunvirato (Argentina)
El Segundo Triunvirato fue el órgano ejecutivo y colegiado, integrado por tres miembros, que reemplazó al Primer Triunvirato y que gobernó las Provincias Unidas del Río de la Plata entre el 8 de octubre de 1812 y el 31 de enero de 1814. 
Sus miembros fueron:
- Desde el 8 de octubre de 1812: Nicolás Rodríguez Peña, Antonio Álvarez Jonte y Juan José Paso.
- Desde el 20 de febrero de 1813: Nicolás Rodríguez Peña, Antonio Álvarez Jonte y José Julián Pérez.
- Desde el 19 de agosto de 1813:  Nicolás Rodríguez Peña, José Julián Pérez y Gervasio Posadas.
- Desde el 5 de noviembre de 1813: Nicolás Rodríguez Peña, Gervasio Posadas y Juan Larrea.

## Origen
El Primer Triunvirato llevaba adelante un gobierno que, desde que quedaba cada vez más claro que el rey Fernando VII iba a volver al trono español, parecía dudar entre sostener la independencia de las Provincias Unidas del Río de la Plata y regresar a la obediencia colonial. La decisión de ordenar al general Manuel Belgrano, comandante del Ejército del Norte, retroceder hasta Córdoba en caso de un ataque masivo del Ejército Real del Perú confirmaba la escasa energía que imprimía a sus acciones bélicas, ya que se abandonaba al enemigo realista toda la Intendencia de Salta del Tucumán. 
Por otro lado, desde el 9 de marzo de 1812, con la llegada desde Europa de José de San Martín, Carlos María de Alvear y otros patriotas, el impulso revolucionario que animó a los hombres de la  Revolución de Mayo se fortaleció. Ellos fundaron la Logia Lautaro, organización secreta que guiaba el accionar de muchos porteños, convencidos de la necesidad de dar un nuevo impulso a la Revolución. A ella se unieron, además, varios grupos de descontentos con el régimen del Triunvirato.
La noticia de la victoria patriota en la Batalla de Tucumán convulsionó a Buenos Aires, en momentos en que una asamblea, elegida a gusto del Triunvirato, nombraba a un nuevo Triunviro; en cualquier caso, la elección recaería sobre un hombre de confianza del ministro Bernardino Rivadavia, que dirigía la política del Triunvirato. En respuesta, y antes de que se confirmara la elección, estalló una sublevación militar.
El 8 de octubre, los coroneles San Martín, Manuel Guillermo Pinto y Francisco Ortiz de Ocampo reunieron sus tropas en la plaza principal y forzaron a la Asamblea a cambiar la totalidad del gobierno. Tras algunas negociaciones, se decidió consultar a los representantes del pueblo de la capital, los mismos que habían elegido a los representantes de la Asamblea, para que nombrara a los nuevos miembros del gobierno. El resultado fue el siguiente:
- Nicolás Rodríguez Peña (172 votos a favor - 12 en contra)
- Antonio Álvarez Jonte (147 votos a favor - 35 en contra)
- Juan José Paso (96 votos a favor - 87 en contra)

| Integrantes iniciales del Segundo Triunvirato - Nicolás Rodríguez Peña - Antonio Álvarez Jonte - Juan José Paso |

Estos tres candidatos fueron nombrados miembros del gobierno, en lo que se llamó el Segundo Triunvirato. Paso era el líder de un grupo político no bien definido, que había dirigido algunas manifestaciones contra el gobierno. Los otros dos eran notorios líderes de la Logia Lautaro.
Antes de tomarle juramento a los miembros del gobierno, se les impuso la obligación de convocar, a la mayor brevedad posible, una Asamblea General Constituyente en que estuvieran adecuadamente representadas todas las provincias, que declarara la independencia y sancionara una constitución.
Entró en funciones el 8 de octubre de 1812 y fue disuelto el 31 de enero de 1814, al crearse el Directorio.

## Obra de gobierno
Por decisión del Cabildo del 8 de octubre de 1812, el Segundo Triunvirato ordenó el arresto de Bernardino Rivadavia quien fue obligado a alejarse de la capital. También a Juan Martín de Pueyrredón se le ordenó retirarse a San Luis y el periodista Vicente Pazos Kanki (rival de Bernardo de Monteagudo) fue detenido y desterrado. Después de constituirse la asamblea general Rivadavia y Pueyrredón serían juzgados.
Poco tiempo después, a mediados de octubre, determinaron premiar a los efectivos que participaron en la Batalla de Tucumán con una distinción consistente en una charretera para los soldados, un cordón para los sargentos y una medalla para los oficiales.
El 4 de diciembre de 1812 se creó una comisión para redactar una constitución.
El 31 de enero de 1813 se estableció en Buenos Aires la Asamblea General Constituyente, conocida como Asamblea del Año XIII.
El 10 de marzo creó la Escuela de Medicina bajo la dirección de Cosme Argerich, la misma sería una de las bases para la fundación —en la siguiente década— de la Universidad de Buenos Aires.
El 14 de noviembre creó la Intendencia de Cuyo en los actuales territorios de Mendoza, San Juan y San Luis.
A partir de diciembre se empezaron a tomar las medidas conducentes a la creación de la escuadra, que en la Campaña Naval de 1814 acabó con la Real Armada Española en el Río de la Plata y aseguró la caída de Montevideo.

## La creación del Directorio
Desde los inicios del Segundo Triunvirato hubo enfrentamientos entre sus miembros debido a que mientras Nicolás Rodríguez Peña y Álvarez Jonte eran partidarios de la Logia Lautaro, el restante triunviro, Juan José Paso era de tendencia moderada. Debido a ello, gran parte de las decisiones que tomaba este gobierno se vieron influidas por las ideas de esta sociedad secreta. 
En los hechos, durante la existencia del Segundo Triunvirato, Nicolás Rodríguez Peña fue el único triunviro que perduró en él. Juan José Paso fue reemplazado por José Julián Pérez, el 20 de febrero de 1813; Antonio Álvarez Jonte por Gervasio Posadas, el 19 de agosto de 1813 y José Julián Pérez por Juan Larrea, el 5 de noviembre de 1813.  
| Integrantes del Segundo Triunvirato, el 20 de febrero de 1813, tras la salida de Juan José Paso - Nicolás Rodríguez Peña - Antonio Álvarez Jonte - José Julián Pérez Echalar |

| Integrantes del Segundo Triunvirato, el 19 de agosto de 1813, tras la salida de Antonio Álvarez Jonte - Nicolás Rodríguez Peña - Gervasio Posadas - José Julián Pérez Echalar |

| Integrantes del Segundo Triunvirato, el 5 de noviembre de 1813, tras la salida de José Julián Pérez - Nicolás Rodríguez Peña - Gervasio Posadas - Juan Larrea |

Desde la instalación de la Asamblea del Año XIII, ésta mantuvo una superioridad política sobre el gobierno, pero —ya a fines de 1813— dejó de reunirse casi por completo y dejó toda la iniciativa en manos del gobierno.
Si bien tuvo inicios promisorios, con el tiempo aparecieron los problemas: el rey Fernando VII retomó la corona y crecieron las amenazas de una invasión realista.
La suma de dificultades alcanzó su momento de mayor zozobra tras las derrotas de Manuel Belgrano en Vilcapugio y Ayohúma, que puso fin a la Segunda expedición auxiliadora al Alto Perú. En respuesta, Carlos María de Alvear, apoyado por la Logia Lautaro, animó a elegir un poder ejecutivo unipersonal. La crisis culminó con la disolución del Segundo Triunvirato y la elección del primer Director Supremo de las Provincias Unidas del Río de la Plata, Gervasio Antonio de Posadas.